# Brodolom Kosta Konkordije
Italijanski brod za krstarenje Kosta Konkordija delimično je potonuo 13. januara 2012. godine nakon što je bio udario u greben i nasukao se na ostrvo Điljo u Tirenskom moru. Poginulo je najmanje 12 osoba – 11 putnika i jedan član posade; još 64 je povređeno (od kojih troje teže), a 20 osoba se vodi kao nestalo.
Kapetan broda, Frančesko Sketino, uhapšen je po optužbi za višestruko ubistvo iz nehata, nepomaganje putnicima i napuštanje broda. Prvi oficir, Čiro Ambrozio, takođe je uhapšen.
Kosta konkordija je ušla u upotrebu jula 2006. godine kao tada najveći brod proizveden u Italiji, težak 114.137 bruto tona, dugačak 290,2 metra i vredan 450 miliona evra. Po tonaži, to je najveći putnički brod koji je ikada potonuo. Analitičari procenjuju da je on, u konstruktivnom smislu, potpuno otpisan.

## Brodolom
Kosta konkordija je plovila kod ostrva Điljo uveče 13. januara, tek otpočevši krstarenje od Čivitavekije do Savone i još pet drugih luka. Leva strana broda je udarila o greben kod Đilja u 21:42 časova. Prema navodima obalske straže, na brodu se tada nalazilo 3.206 putnika i 1.023 člana posade. Brodska veb-kamera je poslednji put osvežila sliku u 20:31 časova po Griniču.
Kapetan Sketino je najpre izjavio da se brod nalazio na 300 metara od obale i udario u stenu koja nije bila ucrtana na karti. Zapravo, greben o kojeg je brod udario je u ucrtanoj oblasti zvanoj Skole, oko 800 metara južno od ulaza u luku Điljo, na istočnoj strani ostrva. Prvi udarac je bio na 8 metara dubine kod Skole Pikole – najistočnijeg grebena Skola. Na tom mestu, udaljenom oko 95 metara od Đilja, ronioci su kasnije našli dve dugačke, zakrivljene čelične trake strgnute s brodskog trupa jer je greben na trupu napravio zasekotinu dugačku 48,8 metara. Nakon udara, brod je nastavio još oko jedan kilometar na sever, a zatim je bio okrenut kako bi ostao što bliže luci. Ovaj okret je prebacio centar mase na desnu stranu broda, usled čega se on nagnuo za oko 20° i na kraju nasukao na oko 46 metara dubine, nagnut pod uglom od 70°. Na krmenom delu brodskog trupa i dalje je uglavljen komad stene u koju je udario.
Kapetan je priznao da te noći nije koristio brodski kompjuterski sistem navođenja: „Brodom sam upravljao vizuelno jer tu oblast dobro poznajem. Prolazio sam tuda već tri-četiri puta.“ Kompanija Kosta kruzis je potvrdila da kurs plovidbe „nije bila ruta kompjuterski programirana za prolazak pored Đilja.“ Izvršni direktor kompanije, Pjerluiđi Foski, objasnio je da njeni brodovi imaju kompjuterski programirane rute i „alarme, vizuelne i zvučne, koji se oglašavaju kada brod iz bilo kog razloga skrene s kursa kojeg kontroliše kompjuter, pomoću GPS-a“, ali i da se ti alarmi mogu ručno premostiti. „Lojds list“ je objavio nautičku kartu na kojoj se vide razlike između, automatski zabeleženih, pozicija broda na ovom krstarenju i onih sa krstarenja od prethodne sedmice. Dana 14. avgusta 2011, brod je išao sličnom putanjom, ali ne toliko blizu Skolama. Ta putanja je bila odobrena od Kosta kruzisa i obavljena je danju, za vreme ostrvskog festivala.
Nekoliko se razloga navodi zašto je kapetan Sketino plovio blizu Đilja 13. januara. Sud je došao do jednog svedočenja da je kapetan, u vreme udara, pričao telefonom sa kapetanom Mariom Palombom, kako bi mu rekao da će brod proći tuda njemu u čast. Navodi se da je Sketino rekao: „Gledaj kad budemo prolazili, zatrubićemo ti.“ Prolazak je takođe bio izveden u čast šefice sale, koja je sa Đilja, međutim, ona taj prolazak nije tražila. Avgusta 2011, gradonačelnik Điljo Porta, Serđo Orteli, zahvalio je kapetanu Sketinu na „neverovatnom spektaklu“ tokom tog prolaska. Orteli je izjavio: „Veoma je lepa predstava videti potpuno osvetljeni brod kada ga gledate s kopna. Ovog puta je krenulo naopako.“
Putnici su bili u trpezariji kada se začuo iznenadni, bučni udarac kojeg je jedan član posade, govoreći preko razglasa, opisao kao „problem s elektrikom“. „Gostima smo rekli da je sve u redu i pod kontrolom i pokušavali smo da sprečimo paniku“, izjavio je jedan od stjuarda. Brod je ostao bez kabinskog osvetljenja ubrzo po udaru. Nekoliko minuta nakon udara, glavni brodski mehaničar je upozorio kapetana da se pojavila nepopravljiva oderotina dugačka 70 metara. „Brod je počeo da se trese. Galama – nastala je panika, kao na filmu, posuđe se razbijalo o pod, ljudi su trčali, padali niz stepenice“, izjavio je jedan od preživelih. Prema svedocima, brod se naglo nagnuo na levu stranu. Putnicima je kasnije rečeno da obuku prsluke za spašavanje. Kada se brod kasnije okrenuo u pokušaju da se vrati ka luci, nagnuo se za oko 20° na desnu stranu, stvorivši time teškoće pri spuštanju čamaca za spašavanje. Predsednik Kosta kruzisa, Đani Onorato, izjavio je da je normalna evakuacija čamcima postala „gotovo nemoguća“ zbog toga što se brod nagnuo veoma brzo.

## Evakuacija i spašavanje
Akcija spašavanja je bila zakasnila zahvaljujući kapetanu Sketinu. Kada je brod udario o stenu u 21:42, Sketino je putnicima objavio da je posredi problem s elektrikom. Snimak mobilnim telefonom jednog putnika od 22:20 časova prikazuje uspaničene putnike u prslucima za spašavanje kojima član posade govori da je „sve pod kontrolom“ i da treba da se vrate u svoje kabine.
Dana 19. januara, Skaj Italija je emitovao zvučni zapis prvog kontakta između lučkih vlasti i Kosta konkordije nakon udara. Na njemu, nepoznati brodski oficir insistira da se na brodu desilo električno „zamračenje“. Snimak je načinjen u 22:12 časova – 30 minuta nakon udara. Lučke vlasti nisu saznale za udar sve do 22:42, pun sat nakon udara, a naređenje za evakuaciju izdato tek u 22:50. Jedan član posade je novinarima rekao da, da je evakuacija bila odmah naređena, ne bi bilo žrtava.
Neki putnici su poskakali u more i otplivali do obale, dok su drugi čekali na evakuaciju čamcima i po 45 minuta jer je posada oklevala sa spuštanjem čamaca. Navodno se troje putnika udavilo nakon skoka u more, dok je još sedmoro bilo povređeno. Vođa lokalnih vatrogasaca je izjavio da su njegovi ljudi iz mora „izvukli 100 ljudi i spasili još oko 60 drugih, zarobljenih u čamcu.“
Oko dve trećine osoblja radilo je na mestima koja ne zahtevaju pomorsku obuku. Iako su bili prošli osnovnu obuku, bili su više nalik hotelskom osoblju. Nekoliko putnika je izjavilo da posada nije pomagala ili da nije bila obučena za spuštanje čamaca. Posada je ovo demantovala. Jedan član posade je izjavio: „Članovi posade, bilo Filipinci, Kolumbijci ili Indijci, trudili su se do granice svojih mogućnosti da pomognu putnicima da prežive ovaj brodolom. Povređeni smo nekim komentarima putnika koji kažu da smo bili beskorisni.“ Izvršni direktor Kosta kruzisa pohvalio je posadu i osoblje, uprkos teškoćama izazvanim manjkom komunikacije i upravljanja od strane komandujućih. Iako su svi oni imali makar osnovno poznavanje engleskog jezika, većina ih nije znala italijanski. Brodski sveštenik je izjavio da je bio među poslednjima koji su napustili brod, oko 1:30 časova. Dogradonačelnik Đilja, Mario Pelegrini, koji je došao na brod tokom akcije spašavanja, pohvalio je brodskog lekara i još jednog mladog brodskog oficira na pomoći. On i taj oficir su bili zajedno na brodu sve do 5:30. Jedan od nestalih članova posade, konobar, poslednji put je bio viđen kako pomaže putnicima.
Nakon što se razdanilo, pet helikoptera obalske straže, mornarice i avijacije učestvovalo je u evakuaciji putnika koji su još bili na brodu.
Dana 14. januara, ronioci su pretraživali more do 18 časova, pre nego što se smrklo. Ronioci i vatrogasci su nastavili da traže preživele po brodu i našli su mladi korejski bračni par u kabini, dve palube iznad vodene linije, i jednog člana posade sa slomljenom nogom.
Brod je oslonjen na ispustu dugačkom 37 metara. Dana 16. januara, burno more je pomerilo brod za oko 1,5 cm, prekinulo spašavanje i potaknulo strah da bi brod mogao biti gurnut u 68 metara duboko more i da bi gorivo moglo iscuriti. Akcija je nastavljena tri sata kasnije, a brod se još jednom pomerio 18. januara. Dana 17. i 19. januara, spasioci su aktivirali eksploziv kako bi stvorili rupe u trupu i došli do nepristupačnih delova broda. Dana 20. januara, brod se počeo pomerati oko 1,5 cm na sat.
Šef ronilaca obalske straže opisao je uslove kao „katastrofalne“. Spašavanje je otežavano mrklim mrakom i krupnim, plutajućim komadima nameštaja.

## Putnici i osoblje
Putnike je, po državljanstvu, činilo 989 Italijana, 569 Nemaca, 462 Francuza, 177 Španaca, između 126 i 129 Amerikanaca, 127 Hrvata, 108 Rusa, 74 Austrijanaca, 69 Švajcaraca, 47 Brazilaca, 45 Ukrajinaca i najmanje 34 Holanđana. Kineskih državljana s Hong Konga bilo je 26, uz 25 Britanaca, 21 Australijanca, 17 ili 18 Argentinaca, 13 Tajvanaca, 12 Kanađana, 12 Kineza s kontinenta, 12 Poljaka, 11 Mađara, 11 Portugalaca, 10 Rumuna, 10 Kolumbijaca, 10 Čileanaca, 9 Turaka, 8 Bugara, 8 Peruanaca, 4 Izraelaca, 4 Danaca, 3 Makedonaca, po 2 Južnoafrikanaca, Paragvajaca i Finaca i po 1 Indijac i Novozelanđanin. Takođe, bilo je i putnika iz Meksika, Irske i Srbije.
Tačan sastav posade se ne zna, ali procenjuje se da je u njoj bilo državljana 20 do 40 zemalja, a najveći deo su činili državljani Indije, Filipina i Indonezije.
| Državljanstvo | Poginuli | Nestali |
| ------------- | -------- | ------- |
| Francuzi      | 4        | 2       |
| Italijani     | 1        | 6       |
| Peruanci      | 1        | 1       |
| Mađari        | 1        | –       |
| Španci        | 1        | –       |
| Nemci         | –        | 12      |
| Amerikanci    | –        | 2       |
| Indijci       | –        | 1       |
| Nepoznato     | 4        | –       |
| Ukupno        | 12       | 24      |

## Istraga
Kapetan Sketino, koji je 11 godina radio za Kosta kruzis, i prvi oficir, Čiro Ambrozio, uhapšeni su pod optužbom za ubistvo iz nehata i napuštanje broda pre evakuacije svih putnika. Obojica su ispitana 14. januara, a Sketinu je određen kućni pritvor 17. januara. U odluci o kućnom pritvoru piše da je Sketino optužen za napuštanje broda na kojem je još bilo oko 300 ljudi. Korijere Fjorentino je objavio zvučni zapis radio-poziva kapetana obalske straže, Gregorija Marije de Falka, koji je Sketinu ponavljao naređenje da se vrati na brod i pomogne pri evakuaciji. Jedan od tih poziva je upućen u 1:46 časova. Kapetanu italijanskog broda, koji napusti brod u opasnosti, preti kazna zatvora od 12 godina.
Zvaničnici su pokušavali da ustanove zašto brod nije odaslao mejdej i zašto je plovio tako blizu obale. Takođe, još nije objašnjeno ni zakašnjenje zahteva za evakuaciju.
Uređaji za snimanje podataka putovanja nalaženi su u nekoliko navrata.
U sklopu istrage, vlasti su se zanimale za 25-godišnju Moldavku po imenu Domnika Čemortan koja je bila pozvana na komandni most dok je brod plovio blizu Đilja. Navodno, ona nije bila na zvaničnom spiski putnika i posade, a izjavila je da je kapetan Sketino još bio na mostu u 23:50 časova. U intervjuu za „Sandej telegraf“, ona je branila kapetanove postupke, rekavši da je on spasio 3.000 ljudi time što je dovezao brod blizu Đilja i nasukao ga.
U intervjuu za „GMA“, brodski kuvar, Rođelio Barista, rekao je da je kapetan Sketino naručio večeru u 22:30, nakon što je brod već bio udario u stenu.
Kao i svaki putnički brod, i Kosta konkordija je morala da ispuni dva važna zahteva Međunarodne pomorske organizacije: da izvrši obuku putnikа u prvih 24 časa od ukrcavanja i da bude spremna da, u roku od 30 minuta od davanja signala za napuštanje broda, spusti čamaca za spasavanje u broju dovoljnom za sve osobe na brodu.

## Posledice

### Izvlačenje
Kada se okonča potraga za preživelima i leševima, holandska kompanija Smit internešenel treba da, po nalogu vlasnika i osiguravača, iz brodskih rezervoara ukloni 1.900 m³ goriva. Kompanija je objavila da će taj posao trajati dve do četiri sedmice. Loši vremenski uslovi i visoki talasi bi mogli da prouzrokuju curenje goriva. Ministar životne sredine, Korado Klini, izjavio je da neka tečnost curi iz broda, ali i da nije jasno da li je posredi gorivo. Iz predostrožnosti, postavljena je plutajuća prepreka.
Nakon evakuacije, putnici i posada su bili smešteni u prazne zgrade i provizorna skloništa u Điljo Portu i drugim mestima na Đilju.
Karnival korporejšn je objavio da se „za plovilo očekuje da će biti van stroja do kraja tekuće fiskalne godine, ako ne i duže.“ Izvršni direktor Koste je rekao da bi, nakon što se trup zakrpi, brod mogao biti doveden u plovno stanje, uz teškoće i uz pomoć velikih bova, i potom otegljen.

### Šteta
Stručnjaci misle da je, konstrukciono, brod potpuno otpisan, uz štetu od najmanje 500 miliona američkih dolara. Kosta kruzis se još uvek nije izjasnio o sudbini broda. Deonice Karnival grupe pale su 16. januara za 18%, nakon kompanijine izjave da bi potapanje broda moglo da ih košta do 75 miliona evra. Franšiza za brod ih je koštala 23,5 miliona evra.

## Reakcije

### Kompanija
Predsednik Karnival grupe, Miki Arison, rekao je da „u ovom trenutku, naš prioritet je bezbednost putnika i posade. Duboko smo potreseni ovim tragičnim događajem i naša srca su uz sve one pogođene nasukavanjem, a posebno uz porodice i voljene onih koji su izgubili život.“
Kosta kruzis je objavila da će „obezbediti da putnici stignu kući i da će im refundirati krstarenje i sve troškove u vezi s njim.“ Takođe, kompanija je povukla ponudu da plati pravne troškove kapetana Sketina.

## Mediji
Brodolom je bio glavna vest italijanskih i svetskih medija danima nakon nesreće. „Korijere dela sera“ je pisala da Italija svetu duguje „uverljivo objašnjenje“ za katastrofu i pozvala na stroge kažnjavanje odgovornih. „Đornale“ je objavio da je brodolom „globalna nesreća za Italiju“. „Mesađero“ je pisao da vlada „agonija za nestalima“. „Republika“ je događaj nazvala „noći grešaka i lažî“. „Stampa“ je kritikovala kapetana zbog nedizanja uzbune i odbijanja da se vrati na brod. „Njujork tajms“ je incident nazvao „dramom koja je stopila tragediju sa elementima farse“.
Italijanski komentatori su se osvrnuli na kontrast između Sketina i De Falka. Prema „Korijere dela seri“, njih dvojica predstavljaju „dve duše Italije. S jedne strane, beznadežno izgubljeni čovek, kukavica koja umanjuje svoju ljudku i oficirsku odgovornost, neizbrisivo umrljan. Drugi odmah shvata ozbiljnost situacije i pokušava da podseti prvog na njegove obaveze.“

#### Poređenja s Titanikom
Nekoliko medijskih kuća je tvrdilo da je brod od početka bio nesrećan i poredilo ga je s Titanikom. „Rođen je loš, a završio još lošije“, glasio je naslov „Đornalea“ 15. Januara 2012. Mediji su iznosili sledeće incidente kao dokaz brodovog baksuzluka:
- Kada je Kosta konkordiju krstila manekenka Eva Hercigova, 7. jula 2006, boca šampanjca se nije razbila o trup broda što se među moreplovcima smatra lošim znakom;
- Dana 22. novembra 2008, brod je pretrpeo štetu na pramcu kada je, zbog jakog vetra, udario o dok u Palermu;
- Počeo je da tone na petak, 13-i;
- Dok je brod tonuo, u brodskom restoranu je navodno bila emitovana muzika iz filma „Titanik“;
- Tridesetogodišnja Valentina Kapuano, jedna od preživelih i unuka žene koja je preživela brodolom Titanika 100 godina ranije, izjavila je da je „zaprepašćena“ da se istorija ponovila.

Rič Louri je, u tekstu za „Njujork post“, uporedio postupke kapetana Sketina sa onima Edvarda Smita, kapetana Titanika. Louri je primetio da, kada je Titanik tonuo, važilo „prvo žene i deca“, ali da tog viteštva nije bilo na Kosta konkordiji. Novinari „Dejli mejla“ i „Herald sana“ su izrazili slične opaske.

#### Vada a bordo, cazzo!
U znak protesta protiv Sketinovih postupaka, neki Italijani su nosili majice sa citatom De Falkove rasrđene naredbe: „Vada a bordo, cazzo!“ („Vraćaj se na brod, jebote!“) Ta fraza je često bila citirana na društvenim mrežama.

#### Bezbednosna povest Koste
Mediji su takođe isticali da Kosta kruzis ima lošu povest bezbednosnih mera. Godine 2008, i Kosta konkordija i Kosta Europa su doživele sudar prilikom pristajanja (u sudaru Kosta Europe je čak poginulo troje članova posade i povređeno četvoro putnika), međutim, kompanija je za to okrivila vremenske uslove. Kosta klasika je udarila u jedan teretni brod (prema kompaniji – usled otkaza motora) kada je povređeno troje putnika, a Kosta Atlantika je imala probleme s kormilom. Ona se jednom zamalo sudarila sa transportnim brodom u Lamanšu i bila je kritikovana od britanskih pomorskih vlasti zbog nepoštovanja obaveznog dvosmernog saobraćaja u kanalu. Godine 2009, kompanija je bila kažnjena s 23.000 funti zbog obmanjujućeg reklamiranja. Na Kosta romantici dogodio se požar u generatorskom postrojenju što je uzrokovalo evakuaciju 1.429 putnika.